# Emily Donelson
Emily Tennessee Donelson (ur. 1 czerwca 1807 w Donelson, Tennessee, zm. 19 grudnia 1836) – pierwsza dama Stanów Zjednoczonych Ameryki w latach 1829–1836, jako małżonka adoptowanego syna prezydenta Andrew Jacksona.

## Życie
Emily Donelson była córką Johna Donelsona, brata żony prezydenta Jacksona, Rachel Jackson. 16 września 1824 wyszła za mąż za swojego kuzyna w pierwszej linii Andrew Jacksona Donelsona, adoptowanego syna przyszłego prezydenta. Andrew Jackson wygrawszy wybory zabrał swojego syna do Waszyngtonu, by pracował dla niego jako sekretarz, zaś Emily wzięła na siebie obowiązki gospodyni Białego Domu, gdyż żona prezydenta zmarła.
Pierwsza dama pełniąca tę rolę u boku Jacksona była smukła, ciemnowłosa i zaledwie 21-letnia. Wychowywała małe dziecko i w ciągu dwóch kadencji, z których pierwsza rozpoczęła się hałaśliwie i wśród zamętu, urodziła troje kolejnych.
Zdarzało się, że na przyjęcia w Białym Domu przybywały tysiące gości. Podczas formalnych obiadów podawano liczne i wykwintne dania. Właściwa południowcowi gościnność Jacksona przypominała czasy Dolley Madison, a całe miasto wychwalało towarzyskie talenty Emily Donelson.
Istnieje niewiele świadectw, by Emily Donelson posiadała wpływ na polityczne decyzje podejmowane przez Jacksona. Mimo to wiadomo, że była kobietą o zdecydowanych poglądach, która nie wahała się sprzeciwić wujowi w kwestii zasad. Wydarzenia, przy okazji okazji których wyraźnie dała o sobie znać ta cecha jej charakteru, miały związek z okolicznościami kampanii wyborczej Jacksona w 1828, kiedy pod adresem jego żony Rachel padły oskarżenia o cudzołóstwo.
Gdy waszyngtońskie elity oskarżyły prezydenta o zbyt zażyłe stosunki z żoną sekretarza wojny, Peggy Eaton, Emily nie stanęła po stronie prezydenta. Pierwsza dama odmówiła przyjęcia Peggy w Białym Domu. To wystąpienie w obronie zasad spotkało się z równie zdecydowaną odpowiedzią ze strony jej wuja. Emily została odesłana z Białego Domu, a zadania pierwszej damy przekazano Sarah Yorke Jackson, żonie adoptowanego syna i dziedzica Jacksona, Andrew Jacksona juniora, za którego wyszła niedługo po inauguracji. Sarah pozostała jednak zawsze w cieniu Emily.
Prezydentowi zaczęło jednak brakować Emily. Pisał do niej listy z prośbami, by wróciła do Białego Domu, pod warunkiem że ustąpi i będzie przyjmować na jego salonach Peggy Eaton. Emily nie chciała się na to zgodzić. Patowa sytuacja została rozwiązana dopiero wtedy, gdy Jackson nominował Eatona na stanowisko gubernatora Florydy. Eatonowie przenieśli się na południe, a Emily powróciła do Białego Domu.
Emily Donelson zmarła w 1836, tuż przed zakończeniem drugiej kadencji Jacksona. Na kilka ostatnich miesięcy prezydentury zadania pierwszej damy po raz kolejny przejęła Sarah Jackson.